# Bob Catley
Robert Adrian 'Bob' Catley (* 11. září 1947 Aldershot, Anglie, Spojené království) je anglický zpěvák rockové hudební skupiny Magnum. Tu založil spolu s kytaristou Tony Clarkinem v roce 1972 a působil v ní až do roku 1995, kdy došlo k jejímu zániku. Za tu dobu Magnum vydali jedenáct studiových desek. Následně Catley a Clarkin založili skupinu Hard Rain, jež se rozpadla v roce 2001, když byla obnovena činnost Magnum.
Kromě působení v Magnum Catley vydává také své sólové desky a je členem metalové opery Avantasia. Podílel se i na albu 01011001 hudebního projektu Ayreon.

## Sólová diskografie
- The Tower (1998)
- Live at the Gods (1999)
- Legends (1999)
- Middle Earth (2001)
- When Empires Burn (2003)
- Spirit of Man (2006)
- Immortal (2008)